# Caloctenus oxapampa
Caloctenus oxapampa är en spindelart som beskrevs av Silva 2004. Caloctenus oxapampa ingår i släktet Caloctenus och familjen Ctenidae.
Artens utbredningsområde är Peru. Inga underarter finns listade.